# Croix de carrefour de Vaudes
La croix de carrefour de Vaudes est une croix située à Vaudes, en France.

## Localisation
La croix est située sur la commune de Vaudes, dans le département français de l'Aube.

## Historique
L'édifice est inscrit au titre des monuments historiques en 1939.